# Liste des clochers-murs de la Seine-Saint-Denis
Cet article recense les édifices religieux de Seine-Saint-Denis, en France, munis d'un clocher-mur.

## Liste

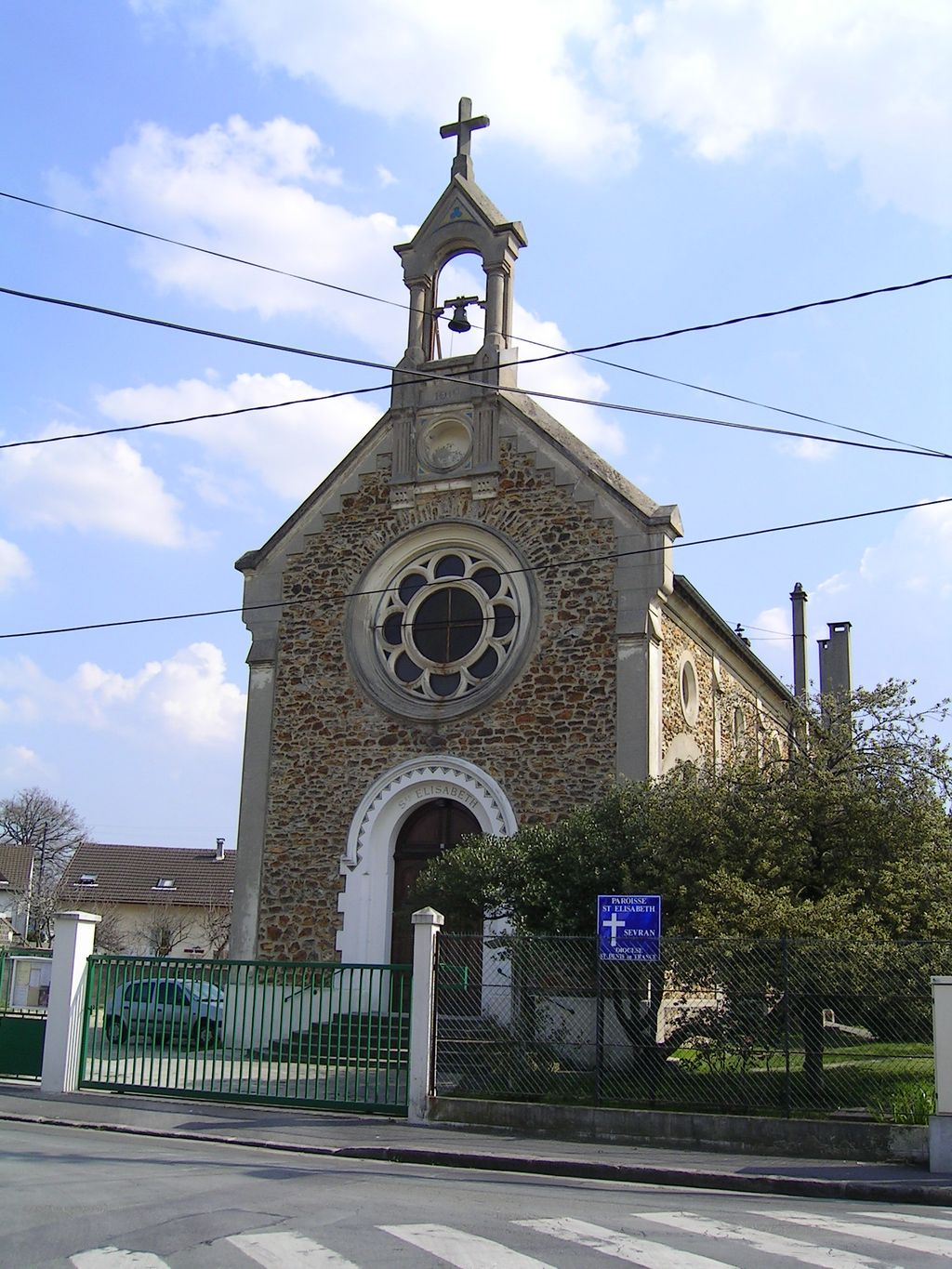
Église Sainte-Élisabeth de Freinville à Sevran

- Bondy, église Saint-Louis
- Sevran, église Sainte-Élisabeth de Freinville
- Noisy-le-Grand, église Saint-Martin-des-Gaules